# Costantino Salvi
Costantino Salvi (Ravenna, 28 aprile 1886 – Flossenbürg, 17 gennaio 1945) è stato un generale italiano, veterano della guerra italo-turca, della prima guerra mondiale e della guerra di Spagna. Durante la seconda guerra mondiale fu comandante della 201ª Divisione costiera e poi della zona militare di Cuneo. Dopo la firma dell'armistizio dell'8 settembre 1943 aderì al movimento di resistenza piemontese, venendo arrestato della polizia tedesca nel 1944 e successivamente deportato nel campo di concentramento di Flossenbürg. Decorato con tre Medaglie d'argento, una di bronzo e una croce di guerra al valor militare.

## Biografia
Nacque a Ravenna il 28 aprile 1886. Arruolatosi nel Regio Esercito, iniziò a frequentare come Allievo ufficiale la Regia Accademia Militare di Fanteria e Cavalleria di Modena, ne uscì con il grado di sottotenente, assegnato all'arma di fanteria il 5 settembre 1907, entrando in servizio nell'82º Reggimento fanteria "Roma". Nel 1911-1912 prese parte alla guerra italo-turca distinguendosi nella battaglia di Ain Zara, dove venne decorato con una Medaglia d'argento al valore militare.
Partecipò alla Grande Guerra come tenente e poi capitano, guadagnandosi una seconda Medaglia di bronzo il 24 giugno 1915, una seconda d'argento il 6 luglio 1915 a Redipuglia, e una Croce di guerra al valor militare. Nel 1917, promosso maggiore (anzianità al 28 giugno 1917), passò in servizio nel 39º Reggimento fanteria "Bologna".
Dal 24 marzo 1922 venne assegnato al 51º Reggimento fanteria "Alpi", venendo collocato in aspettativa per malattia il seguente 24 giugno sino al 12 dicembre, e passando poi, dal 23 novembre 1924, al 152º Reggimento fanteria "Sassari" a Trieste.
L'8 ottobre 1925 fu insignito della Croce di Ufficiale dell'Ordine della Corona d'Italia su proposta del Ministero degli esteri. Promosso tenente colonnello il 9 luglio 1926 transitò il 1º dicembre 1928 all'89º Reggimento fanteria "Salerno".
Divenuto colonnello il 5 settembre 1934 fu comandante del 43º Reggimento fanteria "Forli" dal 1 ottobre dello stesso anno. Nel 1937 partì volontario per la Spagna, dove combatte nella guerra civile al comando del 2º Gruppo "Banderas", una unità mista italo-spagnola. Si distinse nella fasi della battaglia di Guadalajara, venendo decorato con una terza Medaglia d'argento al valor militare.
Posto fuori quadro nel 1939 fu dapprima in servizio al Corpo d'armata di Alessandria e poi a quello di Genova. Sempre a Genova, transito in servizio presso il comando della Difesa territoriale e, promosso generale di brigata fuori quadro il 1º gennaio 1940, rimase presso questo ente, per incarichi speciali, sino al 24 settembre 1941, oramai in piena seconda guerra mondiale.
Il 25 dello stesso mese venne destinato in servizio al XV Corpo d'armata di Genova con l'incarico speciale del comando della 1ª Brigata costiera a Savona. Incaricato poi delle funzioni di comandante della 201ª Divisione costiera dal 1º novembre 1942 lo conservò sino all'11 agosto 1943, quando divenne comandante della zona militare di Cuneo. Nel frattempo, dal 30 giugno, era transitato nella riserva.
Subito dopo la firma dell'armistizio dell'8 settembre 1943, iniziò la collaborazione con i partigiani piemontesi durata fino al 1944.
Catturato dalla polizia tedesca a Cuneo, venne tradotto in Germania con il famoso treno Trasporto 81 del 5 settembre 1944 da Bolzano a Flossenbürg, dove venne internato.
Qui decedette nel sottocampo di Friedhop per stenti il 17 gennaio 1945 e il suo corpo fu disperso.

### Annotazioni
1. ↑  La 201ª Divisione costiera venne costituita per trasformazione della 1ª Brigata costiera.

### Fonti
1. 1 2 3 4 5  Generals.
2. 1 2  Albo IMI Caduti.
3. ↑   Bollettino ufficiale delle nomine, promozioni e destinazioni negli ufficiali e sottufficiali del R. esercito italiano e nel personale dell'amministrazione militare, 1925,  p. 3599. URL consultato il 5 settembre 2019.
4. ↑  Gazzetta Ufficiale del Regno d'Italia n.122 del 27 maggio 1936, pag.1727.